# Maria Heyns

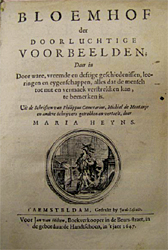
Titelpagina van Bloemhof der doorluchtige voorbeelden

Maria Heyns (ca. 1604/15/20/21 - ca. 1647) was schrijfster van één boek: Bloemhof der doorluchtige voorbeelden. Hierin waren ook een aantal essais van Montaigne vertaald. Dit waren de eerste (gedeeltelijke) vertalingen naar het Nederlands van essays van Montaigne: in "Bloemhof der doorluchtige voorbeelden" neemt Maria Heyns fragmenten op uit Deel III van de Essais.